# Slaget vid Meissen
Slaget vid Meissen (4 december 1759) var ett slag under sjuårskriget där en armé från Österrike slog en större armé från Preussen. Trots att preussarna var 26 000 till antalet och österrikarna 21 000, säkrade österrikarna en viktig seger, som i praktiken innebar att Sachsen var en del av de allierade under resten av kriget. 